# 대본산 김룡사 본말사 연혁 원고
『대본산 김룡사 본말사 연혁』 원고(『大本山 金龍寺 本末寺 沿革』 原稿)는 대한민국 경상북도 김천시 대항면 직지사에 있는 일제강점기의 원고이다. 2014년 10월 29일 대한민국의 국가등록문화재 제636호로 지정되었다.

## 개요
대본산인 김룡사의 연혁이나 사적과 불사 내용 뿐 만 아니라 말사 산내 암자의 사적과 불사 내용 및 당시 참여하였던 인명과 각종 불상과 불화 및 건축물 등의 조성배경과 과정 등을 정확히 알 수 있는 자료이다.
김룡사는 물론 말사에 대한 사료까지 망라하고 있으므로 본말사의 관계, 사적 연구는 물론이거니와 당대 사원 경제사, 문화재급 유물의 소장 사실들을 확인할 수 있는 귀중한 자료이다.

## 참고 자료
- 『대본산 김룡사 본말사 연혁(大本山 金龍寺 本末寺 沿革)』원고 - 국가유산청 국가유산포털